# Il cavallino gobbettino
Il cavallino gobbettino (in russo Конёк-Горбунок?, Konëk-Gorbunok) è un film d'animazione sovietico del 1947 diretto da Ivan Ivanov-Vano. Si tratta di un mediometraggio d'animazione prodotto da Sojuzmul'tfil'm e tratto dalla poesia Il cavallino gobbo di Pëtr Pavlovič Eršov (di conseguenza, è anch'esso recitato in versi). Fu distribuito in Unione Sovietica il 19 gennaio 1947 dal Goskino. Nel 1975 fu distribuito il remake Il cavallino gobbo, sempre prodotto dalla Sojuzmul'tfil'm e diretto da Ivanov-Vano.

## Trama
Ivan è un ragazzo di buon cuore che riesce ad appropriarsi di tre cavalli, uno dei quali è piccolo e gobbo. I cattivi fratelli di Ivan rubano due dei suoi cavalli, lasciandogli solo il cavallino gobbo, ignari che sarà lui a fare la fortuna del ragazzo. Grazie all'aiuto del cavallino, Ivan impedisce ai fratelli di vendere i suoi cavalli allo Zar. Quest'ultimo spedisce Ivan alla ricerca di una bella e giovane Zarina, che dopo varie peripezie, il ragazzo riuscirà a sposare al posto suo.

## Distribuzione

### Data di uscita
Le date di uscita internazionali sono state:
- 10 gennaio 1947 in Unione Sovietica
- 13 novembre in Ungheria (Csodaparipa)
- 1948 in Polonia (Konik Garbusek)
- 20 aprile 1948 in Slovenia (Konjicek grbavcek)
- 29 marzo 1949 in Giappone (せむしの子馬)
- 1º aprile in Finlandia
- 18 aprile negli Stati Uniti (The Hunchback Horse)
- 7 luglio in Argentina (El caballito jorobado)
- 17 dicembre in Svezia (Stampe - den puckelryggiga hästen)
- 15 febbraio 1952 in Italia
- 24 marzo 1953 in Francia (Le Petit Cheval bossu)